# Romeo Menti
Romeo Menti (Vicenza, 5 settembre 1919 – Superga, 4 maggio 1949) è stato un calciatore italiano, di ruolo attaccante.

## Biografia
Era noto anche come Menti III poiché nel Vicenza avevano già giocato i fratelli maggiori Mario (Menti I) e Umberto (Menti II), che giocava allora nella Juventus: il primo smise di giocare dopo poche gare al Vicenza, così rimase la denominazione di Menti I per Umberto e di Menti II per Romeo, come è sempre citato negli almanacchi. Anche un nipote, Luigi Menti detto "Menti IV", fu calciatore tra il 1953 e il 1969 giocando per tutta la carriera al Vicenza tranne una breve parentesi al Padova.

## Carriera

### Club
Ala destra, esordì nel Vicenza a 16 anni compiuti da tre giorni, nella partita d'inaugurazione del nuovo stadio, l'8 settembre 1935. Quello stesso stadio (tuttora campo da gioco del Vicenza) gli sarebbe stato dedicato pochi anni dopo, in seguito alla tragedia di Superga.
In biancorosso, dopo due anni di Serie C, il diciottenne Menti guidò con i suoi 21 gol la squadra berica a sfiorare la conquista della Serie B nel campionato 1937-1938, al termine del quale fu ceduto alla Fiorentina per 68 000 lire.
Dopo tre anni a Firenze, dove rimase a risiedere con la famiglia, giunse al Torino nel 1941.
All’inizio del 1945 riesce a trasferirsi al Sud, a Castellammare di Stabia dove gioca con lo Stabia il Campionato Misto Campano. Parteciparono al campionato undici compagini: Napoli, Internaples, Polisportiva Napoli, Polizia Militare Italiana, Salernitana, Stabia, Cavese, Torrese, Portici, Casertana e la Scafatese, resa “mediaticamente” famosa da Totò (quando in “Totò al Giro d’Italia” urlò al giudice “Abbasso la Scafatese”). In seguito alla fusione tra S.S. Napoli e Polisportiva Napoli il numero di iscritte si ridusse a dieci; la Frattese fu ammessa in sostituzione della rinunciataria Cavese.
Romeo Menti accompagnò lo Stabia per mano al trionfo, un titolo (mai riconosciuto dalla Figc) di campione dell’Italia liberata. Segnerà tredici volte, tre delle quali su rigore, spingendo lo Stabia, allenato dal livornese Vasco Lenzi a vincere il torneo davanti alla Salernitana e al Napoli giunto terzo.
Nel 1945-1946 tornò alla Fiorentina per disputarvi un campionato. Poi di nuovo in granata, dove concluse la carriera. Fu lui a segnare l'ultimo gol del Grande Torino contro il Benfica, su calcio di rigore, il 3 maggio 1949.

### Nazionale
Mise in mostra la sua abilità di goleador anche in Nazionale, con cinque gol in sette presenze, realizzando una tripletta nella gara d'esordio contro la Svizzera.

## La morte

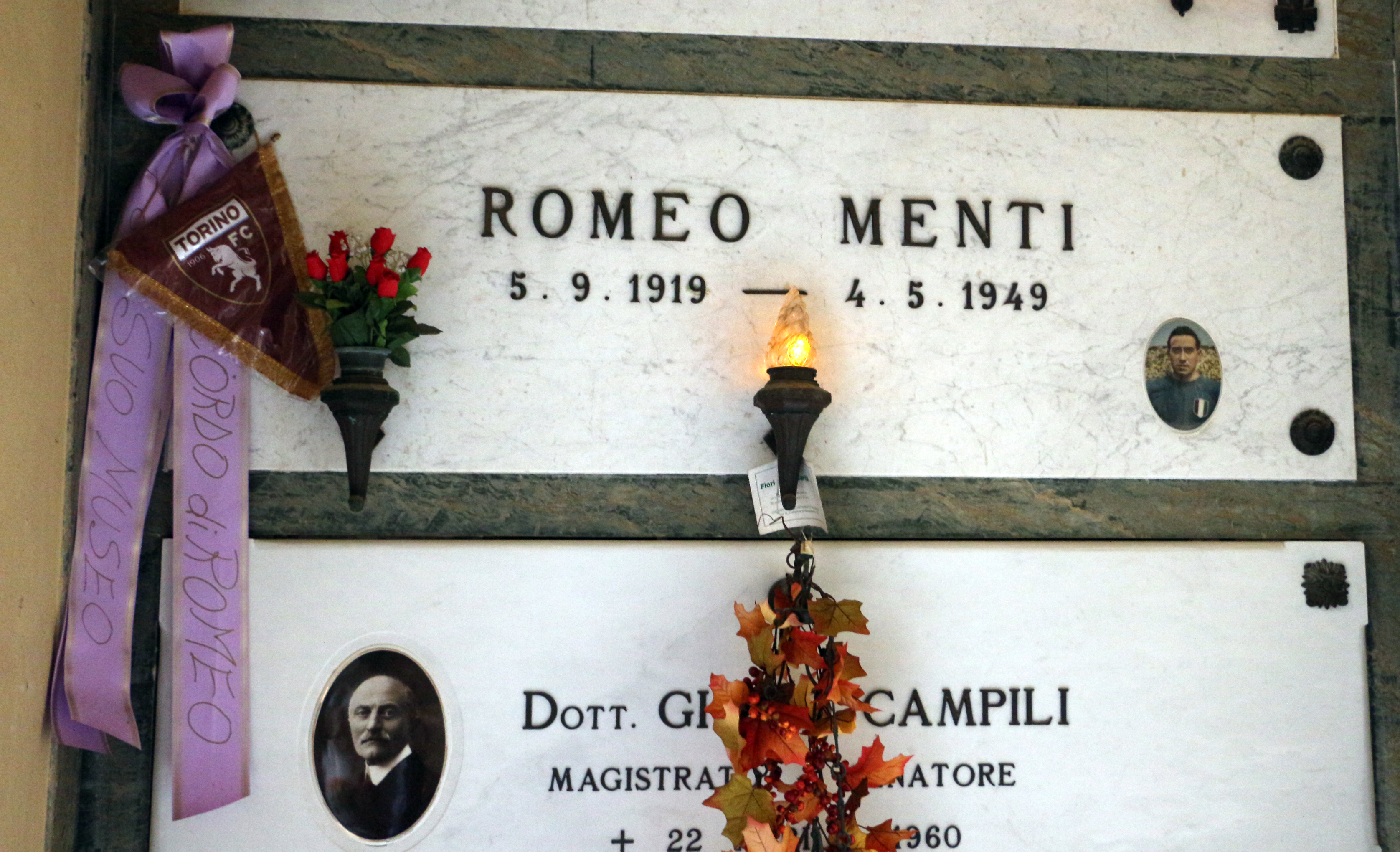
La tomba

Morì con i suoi compagni di squadra nella tragedia aerea del colle di Superga, quando l'aereo che trasportava la squadra e lo staff del Torino si schiantò contro il terrapieno della basilica piemontese, causando la morte di tutti gli occupanti del velivolo. "Viola per sempre": Vittorio Pozzo, giunto a identificare le salme, riconobbe immediatamente Menti: nel bavero della giacca aveva uno stemma della Fiorentina. A Romeo Menti furono dedicati quattro stadi italiani: quello di Vicenza, di Castellammare di Stabia, di Nereto e di Montichiari.
Gli è stata inoltre intitolata una via a Isola Vicentina, dov'era ubicato l'ex Centro Tecnico del L.R. Vicenza.
Una società di calcio dilettantistica porta il suo nome: si tratta della G.S.D. Romeo Menti di Allerona Scalo, un piccolo paese dell'Orvietano, in provincia di Terni, che milita nel campionato di promozione regionale.
Menti è sepolto nel cimitero monumentale della Misericordia dell'Antella, paese alle porte di Firenze.

## Statistiche

### Cronologia presenze e reti in nazionale
| Cronologia completa delle presenze e delle reti in nazionale ― Italia | Cronologia completa delle presenze e delle reti in nazionale ― Italia | Cronologia completa delle presenze e delle reti in nazionale ― Italia | Cronologia completa delle presenze e delle reti in nazionale ― Italia | Cronologia completa delle presenze e delle reti in nazionale ― Italia | Cronologia completa delle presenze e delle reti in nazionale ― Italia | Cronologia completa delle presenze e delle reti in nazionale ― Italia | Cronologia completa delle presenze e delle reti in nazionale ― Italia |
| Data                                                                  | Città                                                                 | In casa                                                               | Risultato                                                             | Ospiti                                                                | Competizione                                                          | Reti                                                                  | Note                                                                  |
| --------------------------------------------------------------------- | --------------------------------------------------------------------- | --------------------------------------------------------------------- | --------------------------------------------------------------------- | --------------------------------------------------------------------- | --------------------------------------------------------------------- | --------------------------------------------------------------------- | --------------------------------------------------------------------- |
| 27-4-1947                                                             | Firenze                                                               | Italia                                                                | 5 – 2                                                                 | Svizzera                                                              | Amichevole                                                            | 3                                                                     |                                                                       |
| 11-5-1947                                                             | Torino                                                                | Italia                                                                | 3 – 2                                                                 | Ungheria                                                              | Amichevole                                                            | -                                                                     |                                                                       |
| 14-12-1947                                                            | Bari                                                                  | Italia                                                                | 3 – 1                                                                 | Cecoslovacchia                                                        | Amichevole                                                            | 1                                                                     |                                                                       |
| 4-4-1948                                                              | Parigi                                                                | Francia                                                               | 1 – 3                                                                 | Italia                                                                | Amichevole                                                            | -                                                                     |                                                                       |
| 16-5-1948                                                             | Torino                                                                | Italia                                                                | 0 – 4                                                                 | Inghilterra                                                           | Amichevole                                                            | -                                                                     |                                                                       |
| 27-2-1949                                                             | Genova                                                                | Italia                                                                | 4 – 1                                                                 | Portogallo                                                            | Amichevole                                                            | 1                                                                     |                                                                       |
| 27-3-1949                                                             | Madrid                                                                | Spagna                                                                | 1 – 3                                                                 | Italia                                                                | Amichevole                                                            | -                                                                     |                                                                       |
| Totale                                                                |                                                                       | Presenze                                                              | 7                                                                     |                                                                       | Reti                                                                  | 5                                                                     |                                                                       |

## Palmarès

### Competizioni nazionali
- Serie B: 1

Fiorentina: 1938-1939
- Serie A: 4

Torino: 1942-1943, 1946-1947, 1947-1948, 1948-1949
- Coppa Italia: 2

Fiorentina: 1939-1940
Torino: 1942-1943

### Competizioni regionali
- Campionato campano: 1

Stabia 1944-1945

## Nella cultura di massa
Romeo Menti è stato interpretato dall'attore Andrea Golino nella miniserie TV Il Grande Torino.